# Milișăuți
Milișăuți – miasto w Rumunii, w okręgu suczawskim, w Bukowinie. Liczy 4,958 mieszkańców (2011).

## Przypisy

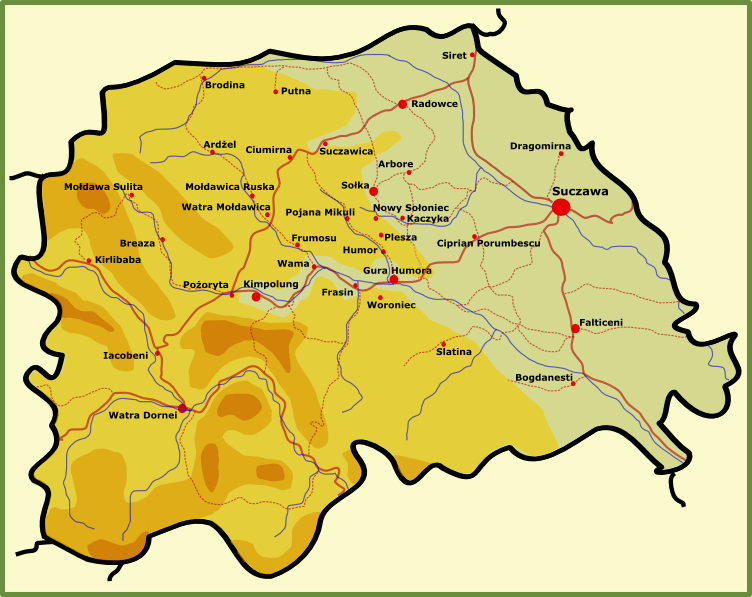
Bukowina

Dzisiejszy okręg Suczawa, z zaznaczoną Bukowiną południową